# التهاب الكبد في الصين

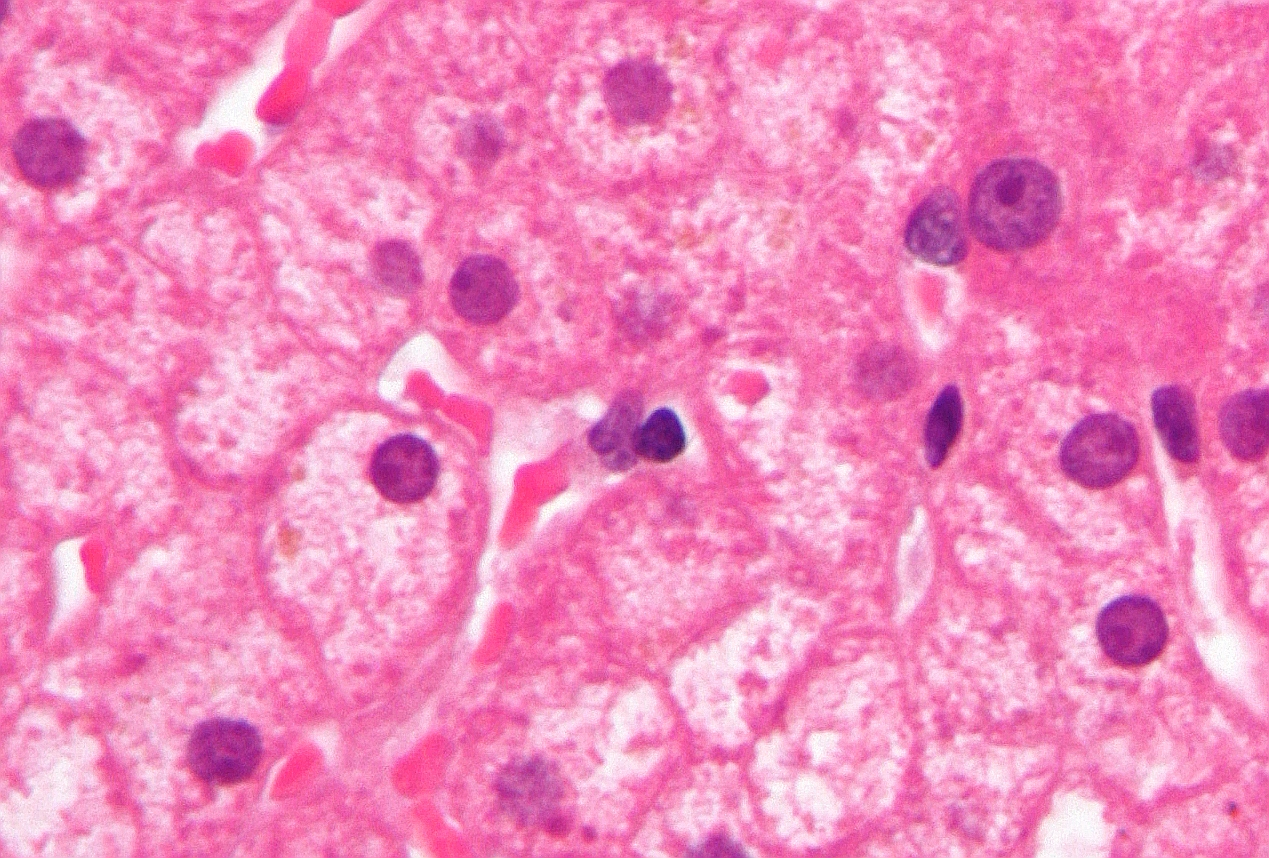

التهاب الكبد في الصين هو مرض متوطن  حيث تُقدر نسبة المصابون به حوالي ثلاثين مليون إنسان حول العالم ثلثهم في الصين وحدها. وفي عام 2006 قامت الصين بتطعيم 11.1 مليون طفل في أفقر أقاليمها ومناطقها مع عدد من البرامج بمبادرة من الحكومة الصينية ضمن برامج دولية. لكن هذه البرامج لا تروق للمستوى الدولي وما وصلت إليه أخر التطورات الدولية بخصوص أمراض الكبد.

## علم الأوبئة

### الانتشار
هنا من 350 إلى 400 مليون مصاب بمرض الكبد ب ثلثهم في الصين وحدها منهم 130 مليون حاملون للمرض و30 مليون مصابون بإصابة مزمنة. منذ البدأ ببرنامج التطعيم سنة 1992، قل انتشار المرض خاصة في الأطفال من الفئة العمرية من 3-12 سنة. خلال خمسة سنوات، 10% من المرضى المصابون بإصابة حادة حصل لهم تشمع بالكبد.